# Емма Белл
Емма Джин Белл (англ. Emma Jean Bell; нар. 17 грудня 1986, Вудстоун, Нью-Джерсі, США) — американська акторка. Найбільш відома участю в фільмах жахів «Замерзлі», «Пункт призначення 5», а також роллю Емі в першому сезоні серіалу «Ходячі мерці».

## Біографія
Емма Белл народилася у Вудстоуні, Нью-Джерсі, але росла в Флемінгтоні, Нью-Джерсі. У 16 вона переїхала в Нью-Йорка, де вступила в школу театрального мистецтва.

## Кар'єра
З 12 років почала брати участь в оф-бродвейських виставах. У Нью-Йорку зніматись у рекламі. Після епізодичних ролей у серіалах «Третя зміна», «Закон і порядок: Спеціальний корпус» дебютувала в кіно в спортивній драмі «Ґрейсі». У фільмі «Замерзлі» виконала головну роль дівчини Дена (Кевін Зегерс), яка разом з друзями застрягла на підйомнику гірськолижного курорту. Наступного року була ключовою персонажкою в горорі «Пункт призначення 5». До того виконала роль другого плану в комедії «Електра Luxx».
Протягом першого сезону серіалу «Ходячі мерці» Емма Белл виконувала роль Емі. Про її участь у телепроєкті стало відомо в 2010 році. Після цього вона приєдналась до другого сезону серіалу «Даллас».
У біографічній драмі «Тиха пристрасть» Белл зіграла поетесу та гербаристку Емілі Дікінсон у молодості. У 2016 епізодично з'явилась у серіалах «Американська історія жаху» та «Сімейний стан». У 2018 році виконала роль в одному епізоду телесеріалу «Люцифер». У 2019 році в прокат вийшла романтична комедія «Плюс один», в якій акторка втілила Ідеальну діву честі.

## Фільмографія
| Рік       |    | Українська назва                    | Оригінальна назва                 | Роль                |
| --------- | -- | ----------------------------------- | --------------------------------- | ------------------- |
| 2004      | с  | Третя зміна                         | Third Watch                       | Памела Стюарт       |
| 2004—2014 | с  | Закон і порядок: Спеціальний корпус | Law & Order: Special Victims Unit | Роуз / Елісон       |
| 2006      | с  | Щоденники Бедфорда                  | The Bedford Diaries               | Рейчел              |
| 2007      | с  | Закон і порядок                     | Law & Order                       | Крістен Пелі        |
| 2007      | ф  | Ґрейсі                              | Gracie                            | Кейт Дорсет         |
| 2007      | ф  | Нью-Йоркська серенада               | New York City Serenade            | Ліндсі              |
| 2007      | ф  | Послуга                             | The Favor                         | Дженні              |
| 2008      | ф  | Кохання та смерть                   | Death in Love                     | дівчина             |
| 2009      | с  | Та, що говорить з привидами         | Ghost Whisperer                   | Пола Гетевей        |
| 2009      | с  | Клуб ляльок                         | Dollhouse                         | Танго               |
| 2009      | с  | Надприродне                         | Supernatural                      | Ліндсі              |
| 2010      | ф  | Замерзлі                            | Frozen                            | Паркер О'Ніл        |
| 2010      | ф  | Електра Luxx                        | Elektra Luxx                      | Елеонор Лінбрук     |
| 2010      | ф  | Сокира 2                            | Hatchet II                        | Паркер О'Ніл        |
| 2010—2012 | с  | Ходячі мерці                        | The Walking Dead                  | Емі                 |
| 2011      | тф | Реконструкція                       | Reconstruction                    |                     |
| 2011      | ф  | Пункт призначення 5                 | Final Destination 5               | Моллі               |
| 2011      | кф | Нова романтика                      | New Romance                       | Емма                |
| 2011      | с  | C.S.I.: Місце злочину Маямі         | CSI: Miami                        | Дженніфер Олсен     |
| 2012      | ф  | Сутінки: Ламаючи Вітер              | Breaking Wind                     | Розалі              |
| 2012      | с  | Стріла                              | Arrow                             | Емілі               |
| 2012      | тф | Опівнічне сонце                     | Midnight Sun                      | Рорі Гаррінг        |
| 2013      | кф | Брудна їжа                          | The Food Ditty                    | Емма                |
| 2013      | ф  |                                     | Life Inside Out                   | Кіра                |
| 2013—2014 | с  | Даллас                              | Dallas                            | Емма Браун          |
| 2014      | ф  | Побічний ефект                      | Bipolar                           | Анна Міллер         |
| 2015      | ф  | Побачимось у Вальгаллі              | See You in Valhalla               | Фей                 |
| 2016      | кф |                                     | Byoutiful                         | Нелл                |
| 2016      | ф  | Тиха пристрасть                     | A Quiet Passion                   | молода Емілі        |
| 2016      | с  | Сімейний стан                       | Relationship Status               | Клер                |
| 2016      | с  | Різзолі та Айлз                     | Rizzoli & Isles                   | Крістін             |
| 2016      | кф |                                     | The Good Ones                     | Тара                |
| 2016      | с  | Американська історія жаху           | American Horror Story             | Трейсі Лоґан        |
| 2017      | ф  | Різні квіти                         | Different Flowers                 | Міллі               |
| 2017      | с  | Перегорніть сценарій                | Flip the Script                   | рекламна агентка    |
| 2017      | с  | Кевін врятує світ. Якщо вийде       | Kevin (Probably) Saves the World  | Деб                 |
| 2017      | с  | Останній кандидат                   | KCarey Morgan                     | Кері Морган         |
| 2018      | с  | Люцифер                             | Lucifer                           | Міа                 |
| 2019      | ф  | Плюс один                           | Plus One                          | Ідеальна діва честі |

## Особисте життя
6 жовтня 2018 року Емма Белл одружилася з актором Камроном Робертсоном.